# Letrilla
Letrilia (spanska, diminutiv av letra, "brev") är en spansk lyrisk diktart.
Letrillan används för exempelvis skämtsam, ofta satirisk, eller anakreontisk diktning.